# Districte de Kanpur
El districte de Kanpur (segle XIX anomenat Cawnpur, i fins a 1948 Cawnpore) fou una divisió administrativa d'Uttar Pradesh, a la divisió de Kanpur. La capital és Kanpur.
El districte de Kanpur es va dividir en dos districtes el 1977 però aquesta divisió fou anul·lada el 1979, per finalment ser restaurada el 1981: 
- Districte de Kanpur Nagar
- Districte de Kanpur Dehat

Sota domini britànic el districte mesurava 6.175 km² i tenia la següent població
- 1872: 1.156.055 habitants
- 1881: 1.181.396 habitants
- 1891: 1.209.695 habitants
- 1901: 1.258.868 habitants

Els rius principals eren el Ganges, el Jumna, el Rind i el Pandu.
El districte, amb capital a Kanpur, tenia 6 ciutats i 1962 pobles. Estava divisit en 8 tahsils:
- Akbarpur
- Bilhaur
- Bhognipur (o Pukhrayan)
- Cawnpore
- Derapur
- Narwal (o Sarh Salempur)
- Shivarajpur
- Ghatampur

El tahsil de Cawnpore estava format per la pargana del mateix nom abans anomenada Jajmau, amb una superfície de 733 km² i població 324.628 el 1891 i 338.507 el 1901 amb 221 pobles i dues ciutats (Kanpur amb 197.170 habitants i Bithur amb 7,173).

## Història
El territori del districte no va tenir identitat pròpia i va estar repartit entre diverses regnes o províncies. El 1194 la regió fou conquerida per Muizz al-Din Muhammad el virrei gúrida i després sultà i va dependre del sultanat de Delhi fins a l'establiment de l'Imperi Mogol per Baber, que va dominar el territori el 1529. El seu fill Humayun i l'afganès Sher Shah Suri es van enfrontar especialment en aquestes terres. La ciutat de Kanpur s'esmenta per primer cop el 1759 sota Sher Shah Suri, però com una vila de poc importància.
Sota Akbar el Gran formava part dels sarkars de Kanauj, Kalpi i Kora. Cap al final de l'Imperi Mogol, la regió fou assolada pels marathes el 1736 i el 1737 va quedar en mans d'Ahmad Khan Bangash, el governador afganès (nawab) de Malwa amb seu a Farrukhabad, restant en el seu poder fins al 1754 quan els marathes van ocupar el baix Doab.
Després de la batalla de Panipat del 1761 el nawab de Farrukhabad va tornar a dominar part del futur districte, ajudant a Shuja al-Dawla d'Oudh en el seu segon intent contra els britànics que va acabar amb la victòria d'aquestos prop de Jajmau el 1765, i la restauració a l'emperador Shah Alam II del territori al sud del Ganges incloent part del districte. Shuja al-Dawla va haver d'acceptar pagar un tribut de 50 lakhs de rúpies i permetre l'establiment de dos aquarteraments britànic als seus dominis, un a Bilgram i un altre a Fatehgarh.
Uns anys després les forces marathes van avançar cap a la zona i van rebre el suport de les forces imperials; el nawab d'Oudh va aconseguir expulsar els marathes del Doab i el 1773 el territori concedit abans a l'emperador fou cedit al nawab d'Oudh. El 1778 els britànic van traslladar l'aquarterament de Bilgram a Kanpur i el 1801 el territori, junt amb altres, fou cedit pel nawab a la Companyia Britànica de les Índies Orientals (vegeu Províncies Cedides i Conquerides). Fins aleshores el governador era Almas Ali Khan. La regió de Cawnpore fou repartida entre els districtes de Farrukhabad i Fatehpur. El districte de Cawnpur (després Cawnpore) es va crear el 24 de març de 1803. Després diverses parganes foren traspassades als districtes d'Etawah, Farrukhabad i Fatehpur.
A Bithur va residir l'enderrocat peshwa maratha Baji Rao a la mort del qual els britànics no van permetre al seu fill adoptiu Dundhu Panth, assolir els títols paterns; llavors fou conegut com a Nana Sahib.
El maig de 1857 les tropes natives es van revoltar i Nana Sahib va assolir la direcció del moviment i les seves forces van assetjar als britànics tres setmanes fins que es van rendir el 26 de juny a canvi de poder sortir lliurement de la ciutat, cosa que després no se'ls va permetre, i els bots en els que marxaven foren tirotejats (només quatre van poder arribar sans i estalvis a Baksar). Les dones presoneres foren executades per orde de Nana quan es va acostar a la ciutat el general Havelock després de lliurar les batalles d'Aung i de Pandu Nadi el dia 15 de juliol, però això no li impedir entrar a Kanpur per assalt el dia 16. El 17 i 18 va restablir l'orde i el 19 va destruir Bithur i els palaus de Nana; va intentar dues o tres vegades marxar a Oudh però no va tenir èxit i va haver d'esperar reforços que van arribar a les ordes del general Outram a finals d'agost. La columna de Sir Colin Campbell va arribar a la ciutat el 19 d'octubre i una setmana després el coronel Greathed. Al novembre alguns amotinats de Gwalior van creuar el Jumna i es van unir a un grup important de rebels de l'Oudh i junts van atacar Kanpur el dia 27 ocupant la ciutat, però l'endemà Sir Colin Campbell la va recuperar, i el 6 de desembre va derrotar els rebels; el general Walpole va restablir l'orde a Akbarpur, Rasillabad, i Derapur però el districte no va quedar del tot pacificat fins a la caiguda de Kalpi el maig de 1858. El desembre de 1858 va passar pel districte Firuz Shah en la seva fugida, però no va causar cap problema.